# Bénéjacq
Bénéjacq település Franciaországban, Pyrénées-Atlantiques megyében. Lakosainak száma 1987 fő (2022. január 1.). Bénéjacq Barzun, Bordères, Coarraze, Hours, Labatmale, Mirepeix, Pontacq és Saint-Vincent községekkel határos.

## Népesség
A település népességének változása:
| Lakosok száma | 1883 | 1932 | 1980 | 1942 | 1947 | 1943 | 1951 | 1961 | 1987 |
|               | 2013 | 2015 | 2016 | 2017 | 2018 | 2019 | 2020 | 2021 | 2022 |